# Crown The Empire
Crown The Empire — американская металкор группа из Далласа. На данный момент выпустила 5 студийных альбомов.

## История

### Формирование иThe Fallout(2010—2013)
Берёт своё начало группа в июле 2010, созданная Эндрю Рокхолдом, Остином Дунканом, Брэндоном Хувером, и Хейденом Три, которые в то время учились вместе в среднеобразовательной школе Колливилл Херитедж в Колливиллде, штат Техас. Первым барабанщиком в группе был Алекс Мэсси, но в мае 2011 его заменил Брэнт Тадди. В 2011 году в группу пришёл Бен Вогельман, занявший роль гитариста. С другими участниками (Брэндоном Шройером и Алексом Мэсси) они записали демо-песню «Lady Of The Lake». В записи скрим-вокала участвовал Хейден Три. А с новым составом 29 ноября 2011 года группа записала свой дебютный мини-альбом Limitless. 17 января 2012 группа объявила о своём первом туре по США с A Skylit Drive. 21 марта 2012 группа подписала контракт с лейблом Rise Records.
26 августа группа представила своего нового экстрим-вокалиста — Дэвида Эскамиллью. 25 октября выходит первая песня из дебютного альбома The Fallout «Makeshift Chemistry». Новый альбом выходит 25 ноября 2012 года. Из группы уходит клавишник Остин Дункан.
10 декабря 2013 выпущено переиздание первого альбома.

### The Resistance: Rise Of The Runaways(2014—2015).
4 февраля 2014 Alternative Press сообщили, что группа отправится в студию, чтобы написать новый альбом с продюсером Джоуи Стёрджисом. На Vans Warped Tour группа играет новые песни «MNSTR» и «Initiation». 21 июля группа победила в Alternative Press Magazine Awards в номинации «Лучшая группа-прорыв», а уже 22 июля вышел новый альбом группы, который достиг 1 место в рок-чарте iTunes.

### Retrogradeи уход Эскамилльи (2016—2017)
20 марта 2016 года на Self Help Fest Crown The Empire сыграли новую песню под названием «Zero».
Позже была объявлена информация о новом альбоме: он получил название «Retrograde» и вышел в свет 22 июля 2016 года. По сравнению с прошлыми релизами на альбоме преобладало более облегчённое звучание и чистый вокал, окончательно поделенный между Энди Лео и Дэвидом Эскамилльей. Последний отыграл с группой летние концерты в течение Warped Tour, но не принял участия в собственном осеннем Retrograde Tour. Как заявил Дэвид, он ушёл в бессрочный отпуск.
8 января 2017 года на своём Facebook группа объявила, что Эскамиллья больше не является её участником. Группа продолжила выступать оставшимся составом в формате квартета; основного вокалиста Энди Лео стали дополнять гитарист Брендон Хувер с усиленным бэк-вокалом и басист Хейден Три, взявший ключевые партии экстрим-вокала.

### Sudden Sky(2018—настоящее время)
Начиная с января 2018 в совместном туре с Asking Alexandria и Black Veil Brides группа начала играть новую песню, озаглавленную «20/20». Работа над новым альбомом началась незадолго до Warped Tour 2018. В это время вокалист Энди Лео выпустил демо песни, которая была посчитана «слишком грустной» для нового лонгплэя. «Everything Breaks» была размещена на Dropbox для бесплатного скачивания.
13 июля был выпущен официальный сингл «20/20» и клип на него, снятый Vered Blonstein и Jonny Preston. 20 сентября был выпущен второй сингл и клип «What I Am».
5 апреля 2019 стал доступен сингл «Sudden Sky», 19 июня — сингл и клип «MZRY» и анонсирован новый альбом Sudden Sky, выпущенный 19 июля 2019.

## Участники
Нынешний состав
- Эндрю «Энди Лео» Рокхолд — чистый вокал, дополнительный экстрим-вокал (2010—наши дни), клавишные (2012—наши дни)
- Брэндон Хувер — соло-гитара (2010—2011, 2014—наши дни), бэк-вокал (2010—наши дни), ритм-гитара (2011—2015, 2017—наши дни)
- Хейден Три — бас-гитара (2011—наши дни), бэк-вокал (2015—наши дни), экстрим-вокал (2010—2011, 2017—наши дни); ритм-гитара (2010—2011)
- Дживс Авалос – ударные (2022—наши дни)

Бывшие участники
- Брэндон Шройер — бас-гитара (2010—2011)
- Алекс Мэсси — ударные, перкуссия (2010—2011)
- Зак Джонсон — экстрим-вокал (2011, концертный участник)[8][9][10]
- Остин Дункан — клавишные (2010—2012)
- Беннет «Benn Suede» Вогельман — соло-гитара, бэк-вокал (2011—2015)
- Брент Тадди — ударные, перкуссия (2011—2022)
- Дэвид Эскамиллья — экстрим-вокал, дополнительный чистый вокал (2012—2017), ритм-гитара (2014—2017)

## Дискография
Студийные альбомы
- The Fallout (2012)
- The Resistance: Rise of the Runaways (2014)
- Retrograde (2016)
- Sudden Sky (2019)
- Dogma (2023)

Мини-альбомы
- Limitless (2011)

## Видеография
- Wake Me Up (Acoustic) (2010)
- Voices	(2011)
- Johnny Ringo	(2012)
- Oh, Catastrophe (2012)
- The Fallout (2012)
- Memories of a Broken Heart (2013)
- Machines	(2014)
- Bloodline	(2014)
- Initiation (2014)
- Burn	(2015)
- Satellites / Rise of the Runaways (2015)
- Prisoners of War (2015)
- Cross Our Bones (2015)
- Zero (2016)
- Hologram (2016)
- 20/20 (2018)
- what i am (2018)
- Sudden Sky (2019)
- MZRY (2019)
- Blurry (out of place) (2020)